# ینگی‌کند خوشه‌مهر
ینگی‌کند خوشه‌مهر یکی از روستاهای استان آذربایجان شرقی است که در دهستان بناجوی شرقی بخش مرکزی شهرستان بناب واقع شده‌است.این روستا ۱۱۳۱ نفر جمعیت دارد.